# Кирсбах
Кирсбах (нем. Kirsbach) — община в Германии, в земле Рейнланд-Пфальц. 
Входит в состав района Вульканайфель. Подчиняется управлению Кельберг.  Население составляет 81 человек (на 31 декабря 2010 года). Занимает площадь 3,41 км².